# 克利夫兰环岛站
克利夫兰环岛站（英語：Cleveland Circle station）是波士顿轻轨绿线地表车站，C支线终点站。车站位于波士顿布莱顿区的克利夫兰环岛，是一座无障碍车站。

## 历史

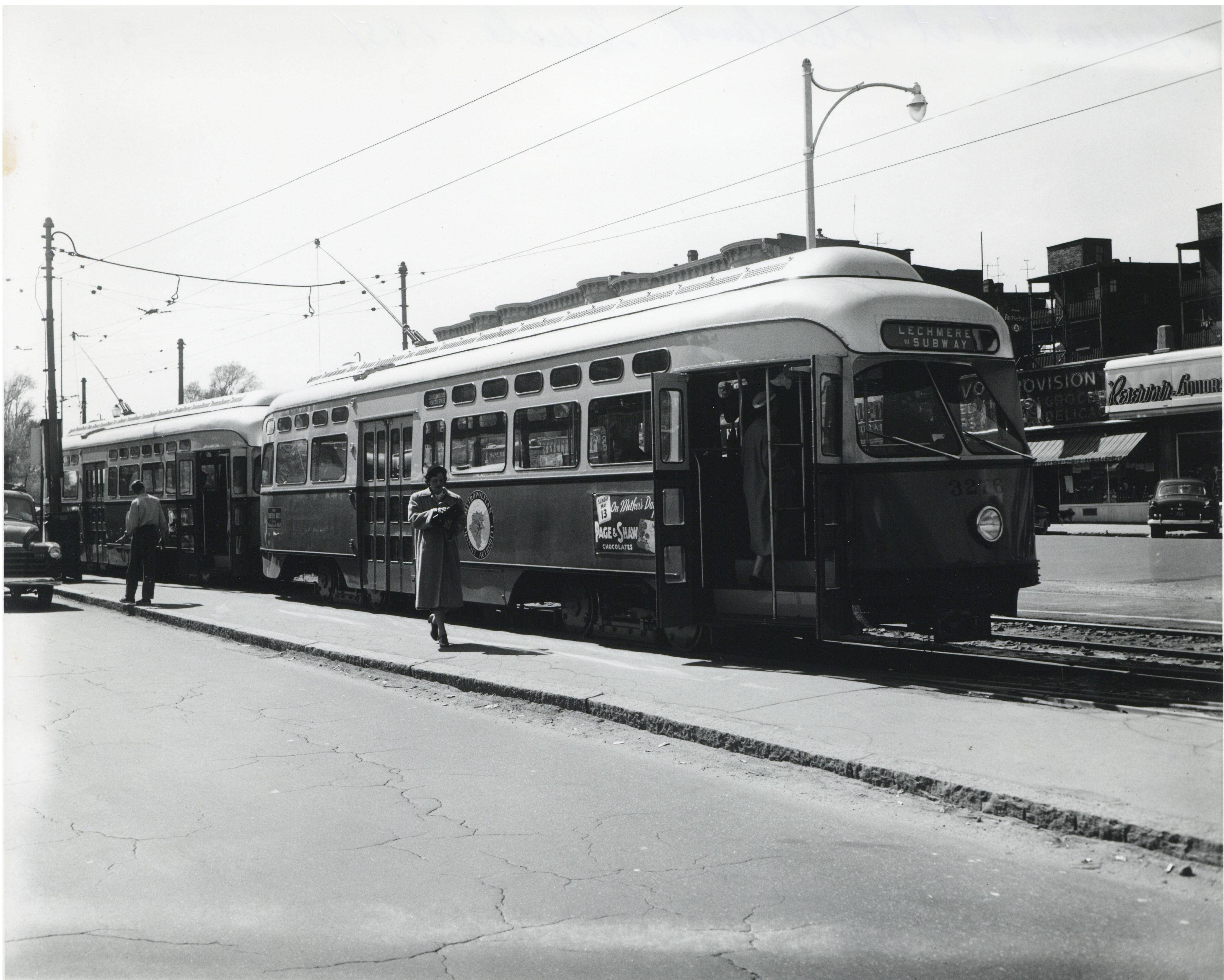
克利夫兰环岛站的PCC有轨电车（1951）

灯塔街线与1889年建成通车，大多数有轨电车经过克利夫兰环岛后驶向波士顿学院站，少部分终点设为栗山车辆厂。栗山车辆厂与1900年左右更名为水库车辆厂。
1932年左右，肯莫尔站和灯塔街隧道入口建成。往返于莱希米尔站和湖街的61路有轨电车线路缩短，终点站改为水库站。1947年前后，该终点站使用附近的环岛命名，更名为克利夫兰环岛站，以便与附近的水库站进行区分。12年之后，水库站也改为有轨电车车站。即便克利夫兰环岛不复存在，车站依旧保留了这个历史名称。
21世纪初，马萨诸塞湾交通局对波士顿轻轨绿线部分主要地面车站进行翻修，增进无障碍环境。克利夫兰环岛站也增加了临时轮椅抬升装置。2003年，车站站台翻修结束，对B、C、E支线13座车站站台翻修供花费3200万美元。2007年5月，马萨诸塞湾交通局为车站出城方向新增一个迷你坡道，让轮椅可以方便登车。

## 车站结构
| G 街道/站台层 | 侧式月台，右侧开门 | 侧式月台，右侧开门              |
| G 街道/站台层 | 出城               | 终点站                          |
| G 街道/站台层 | 入城               | 往波士顿北站 （恩格尔伍德大道） |
| G 街道/站台层 | 侧式月台，右侧开门 |                                 |

## 公交换乘
克利夫兰环岛站可以在一个街区远的水库站换乘两条波士顿公交：
- 51： 克利夫兰环岛 - 汉考克村 - 森林山站
- 86： 沙利文广场站 - 哈佛站 - 水库站